# Os Filhos do Rock
Os Filhos do Rock é uma série de televisão portuguesa do género drama musical.

## Transmissão da série em televisão
A sua transmissão foi na RTP1. Começou no domingo, 8 de dezembro de 2013, às 21h00m e terminou no sábado 7 de junho de 2014. Repetiu na RTP Memória em 2016.

## Produção

### Conceção
O cineasta português Leonel Vieira foi dos primeiros a ser contactado para desenvolver Os Filhos do Rock, inicialmente enquanto realizador da produção. A direção de programas da RTP pretendia criar uma série de época sobre a história de Portugal e a sociedade portuguesa, no seguimento de Conta-me como Foi e Depois do Adeus. O objetivo seria contar a história no ponto de vista do nascimento das bandas rock, entre 1978 e 1988.
Pedro Varela, criador da série, contou com o apoio de alguns músicos do rock – António Manuel Ribeiro, Rui Veloso, Zé Pedro  e Jorge Palma – enquanto consultores musicais para a elaboração dos guiões de Os Filhos do Rock. Cedo se definiu que estes fariam também uma participação especial, fosse cameo ou falada.
Seguindo uma lógica de produção de baixo custo, a previsão de custos da série foi de cerca de 1,6 milhões de euros (Depois do Adeus custou cerca de 1,2 milhões de euros, com 200 mil de apoios do Fundo de Investimento para o Cinema e Audiovisual). Para reduzir os gastos da produção os guiões foram escritos de uma só vez, o planeamento de toda a produção e gravação foram imediatos.
Apesar de ter apenas uma temporada, a série foi tematicamente dividida em duas partes, cada uma de 13 episódios, intituladas Lado A e Lado B.
A série acompanha o desenvolvimento de uma banda rock ficcionalizada: Os Barões. Na trama, entre os vários trabalhos que são obrigados a aceitar para sobreviver existe o sonho de ver um LP editado e chegar aos grandes palcos. É neste caminho, nem sempre fácil, que os encontramos. Unidos por uma amizade forte e indiferente a backgrounds sociais ou familiares, Os Barões lutam para se afirmar.

### Casting
Em junho de 2013, Leonel Vieira anuncia que a maioria do elenco estaria já definido. Catarina Furtado é apontada como protagonista da trama, papel mais tarde atribuído a Isabel Abreu.
Em agosto, são confirmados os nomes de Albano Jerónimo, Anabela Moreira, Dalila Carmo, Isabel Abreu, Ivo Canelas, Margarida Carpinteiro, Maria Vieira e Orlando Costa no elenco.
A 12 de agosto realizou-se nas instalações da RTP o casting da estação e produtora Stopline para definir a atriz que interpretaria Beatriz, um dos principais papéis. Incitou-se a participação de atrizes profissionais ou amadoras. Os requisitos para esta personagem estavam relacionados sobretudo com a idade da atriz, entre os 18 e os 26 anos. Online, a RTP disponibilizou um excerto de um guião que serviria de teste para as candidatas a Beatriz. Concorreram cerca de 400 atrizes com e sem formação. No final do mês de agosto, foi anunciado que Filipa Areosa, de 23 anos, havia vencido o casting por corresponder exatamente ao que produtores e criador tinham imaginado para a personagem Beatriz. Para além de Areosa, Hana Sofia Lopes, luxemburguesa e luso-descendente, de 23 anos, foi a segunda finalista do casting, tendo-lhe sido atribuído um papel de 2 episódios, a personagem Carla.

### Gravações
Os ensaios com a maioria do elenco começaram em agosto e as gravações dos 13 episódios do Lado A iniciaram-se em setembro e terminaram em novembro de 2013, após os resultados do casting de Beatriz. Presente apenas nos episódios do Lado B, os estudos de Catarina Furtado para a sua personagem iniciaram-se a 11 de setembro. Furtado justificou o facto de a sua participação ser apenas recorrente pelas incompatibilidades de agenda e de horário com as gravações de Chefs’ Academy, programa do qual era apresentadora. Após uma semana de descanso, as gravações dos 13 episódios do Lado B decorreram imediatamente a seguir, entre novembro e dezembro do mesmo ano.

### Transmissão
A série estreou no domingo, dia 8 de dezembro de 2013, concorrendo no horário com  Factor X (SIC) e Casa dos Segredos 4 (TVI).
Na sequência dos fracos resultados audiométricos obtidos perante os programas de canais concorrentes, o dia de transmissão e horário de Os Filhos do Rock foi alterado após a exibição dos dois primeiros episódios. O terceiro episódio da série seria emitido sábado, dia 28 de dezembro, às 00h03m, após o programa Chef’s Academy.
As emissões da série eram acessíveis a todos os públicos, estando disponíveis Legendagem Teletexto para pessoas surdas e Audiodescrição para pessoas cegas ou com baixa visão.

## Sinopse
Na sinopse oficial divulgada pela RTP lê-se: «Os anos 80. Dos penteados indesculpáveis e do Passeio dos Alegres. Do Síndrome de Imunodeficiência Adquirida e do Bairro Alto. Dos UHF, Xutos e Pontapés, GNR, Heróis do Mar e Rui Veloso, entre outros.
«Todas as revoluções precisam de um porta-voz. Na do rock português é Xavier Bastos quem assume esse papel. Amigo de Jorge Palma e conhecedor de música e dos músicos, faz do seu programa "Dias do Rock" o epicentro do terremoto sonoro que abala a rádio nacional.
«Outro trio que vai fazer histórias começa ao mesmo tempo. João Pedro, Zé Paulo e Garrafa são rockeiros a valer, e o seu talento começa a ser reconhecido por todos. Por Xavier, o radialista rock que lhes propõe um contrato; por Pedro, o empresário sem escrúpulos que se antecipa e os rouba para a sua editora; pelos amigos, namoradas, até pelas famílias. Pelo mundo da música e pelo grande público.
Os Filhos do Rock conta a história da geração que atravessou a década de 80, e criou a raiz criativa do que viria a ser o boom do rock português.»
Aquando a estreia do Lado B, no site da série foi divulgada a seguinte sinopse oficial: «O Lado B começa a ser exibido no sábado seguinte (dia 15 de março) e mostra-nos os anos que se seguem.
«Será que os Barões têm o que é preciso para se manterem à tona ou serão mais uma banda esmagada pela depressão pós boom do rock em Portugal? A narrativa adensa-se, estamos em 83 e os anos oitenta estão agora bem marcados nos penteados, nas roupas, e na música nacional e internacional que continua a tomar o país de assalto. Esta viagem segue até finais de 86 e pelos Filhos do Rock ainda veremos desfilar dezenas de novas personagens e bandas que tão bem conhecemos.»

## Elenco e personagens
| Actor                 | Personagem                      | N.º de episódios | Série        | Série        |
| Actor                 | Personagem                      | N.º de episódios | Lado A       | Lado B       |
| --------------------- | ------------------------------- | ---------------- | ------------ | ------------ |
| Cristovão Campos      | Zé Paulo                        | 26 episódios     | Regular      | Regular      |
| Eduardo Frazão        | Garrafa                         | 26 episódios     | Regular      | Regular      |
| João Tempera          | João Pedro Tomás de Almeida, JP | 26 episódios     | Regular      | Regular      |
| Ivo Canelas           | Xavier Bastos                   | 26 episódios     | Regular      | Regular      |
| Isabel Abreu          | Simone                          | 26 episódios     | Regular      | Regular      |
| Albano Jerónimo       | Pedro Bettencourt               | 26 episódios     | Regular      | Regular      |
| Anabela Moreira       | Maria                           | 26 episódios     | Regular      | Regular      |
| Margarida Carpinteiro | Eunice                          | 26 episódios     | Regular      | Regular      |
| Filipa Areosa         | Beatriz Tomás de Almeida        | 26 episódios     | Regular      | Regular      |
| Rita Lello            | Luísa                           | 25 episódios     | Regular      | Regular      |
| Dalila Carmo          | Ana                             | 20 episódios     | Recorrente   | Regular      |
| Maria Vieira          | Maria dos Prazeres              | 19 episódios     | Recorrente   | Recorrente   |
| Luís Alberto          | Albano                          | 18 episódios     | Regular      | Recorrente   |
| Nuno Gil              | Joel                            | 17 episódios     | Recorrente   | Recorrente   |
| Vera Pimentel         | Joana                           | 15 episódios     | Recorrente   | Recorrente   |
| Sónia Balacó          | Lena                            | 9 episódios      | Recorrente   | Recorrente   |
| Catarina Furtado      | Isabel                          | 8 episódios      |              | Recorrente   |
| Vítor Norte           | Jaime                           | 8 episódios      | Recorrente   |              |
| Guilherme Gomes       | Filipe                          | 8 episódios      | Participação | Recorrente   |
| Joana Barradas        | Júlia                           | 7 episódios      | Participação | Recorrente   |
| Afonso Lagarto        | Jorge Palma                     | 6 episódios      | Participação | Recorrente   |
| Tiago Garrinhas       | Rui Veloso                      | 5 episódios      | Recorrente   | Participação |
| João Jesus            | Rui Reininho                    | 5 episódios      | Participação | Recorrente   |
| Orlando Costa         | José António                    | 4 episódios      | Recorrente   |              |
| Miguel Borges         | Américo                         | 4 episódios      | Recorrente   | Recorrente   |
| Pedro Lamares         | João                            | 4 episódios      |              | Recorrente   |
| Tiago Barroso         | Tim                             | 4 episódios      | Recorrente   | Recorrente   |
| Miguel Nunes          | Zé Pedro                        | 4 episódios      | Recorrente   | Recorrente   |
| João Baptista         | Pedro Ayres Magalhães           | 4 episódios      | Participação | Recorrente   |
| Américo Silva         | Toninho                         | 4 episódios      | Recorrente   | Participação |

### Principais
A seguir encontra-se uma descrição das personagens principais:
- Cristóvão Campos, como Zé Paulo.[29]

Baixista. Nascido e criado na Margem Sul. Filho de pai operário e mãe doméstica. Foi obrigado desde cedo a ser o homem da casa. Acabou o quinto ano do liceu e trabalha na Lisnave o que lhe permite ajudar a Mãe e dedicar-se à música. Tem o sonho de viver apenas da música. Personalidade sólida e lutadora.
- Eduardo Frazão, como Garrafa.[30]

Baterista. Algarvio, filho de uma família simples mas sólida. Trabalha no campo e tem um conjunto musical, mas tudo isto é pequeno demais para o tamanho do seu sonho. Ruma a Lisboa com o objetivo de fazer parte de uma banda. Namoradeiro, genuíno e muito bem-disposto, vê sempre o lado bom das coisas.
- João Tempera, como João Pedro Tomás de Almeida, JP.[31]

Vocalista e guitarrista. Nascido numa família tradicional, frequentou os melhores colégios de Lisboa. Após a morte do pai vê-se obrigado a assumir a liderança da casa onde vive com a irmã e a governanta. Cria os Barões a quem entrega todas as suas energias, assim como se perde na vida mundana e boémia de Lisboa. Altamente criativo e inteligente, mas extremamente egocêntrico.
- Ivo Canelas, como Xavier Bastos.[32]

Radialista. Torna-se uma das figuras importantes da rádio, responsável pela descoberta e divulgação de novos artistas. Um idealista e um visionário que tenta a todo o custo mudar o rumo da música em Portugal. É através do seu olhar que conhecemos o panorama musical em detalhe. Um homem apaixonado, revolucionário e excessivo.
- Isabel Abreu, como Simone.[33]

Faz parte da geração que viveu intensamente a revolução. Mulher apaixonada e de pensamento moderno que abraça todas as causas. Vive anos conturbados entre o amor de Xavier e as manipulações de Pedro. Produtora na Rádio e mais tarde na RTP, está ligada ao meio artístico e intelectual.
- Albano Jerónimo, como Pedro Bettencourt.[34]

Conquistou tudo a pulso na sua vida e acredita que nada  é impossível. Usa todos os recursos para atingir os seus objetivos. Abandona o cargo de diretor da rádio para se tornar diretor numa importante editora. Vive obcecado por Simone e Xavier o seu grande rival. Homem inteligente, mas de comportamento e conduta duvidáveis.
- Anabela Moreira, como Maria.[35]

Nascida no Porto, abandonou o curso de Letras em Coimbra e rumou a Lisboa. Procura o movimento de uma grande cidade, as artes e a liberdade. Envolve-se nos grandes movimentos artísticos e sociais da capital e acaba por se envolver com João Pedro. Obsessiva e manipuladora, torna-se manager dos Barões.
- Margarida Carpinteiro, como Eunice.[36]

Antiga costureira do Teatro S. Carlos e governanta na casa dos Tomás de Almeida há quase trinta anos.Criou João Pedro e Beatriz como seus filhos.  Eunice é a guardiã dos mais importantes segredos da família que defende como sua.
- Filipa Areosa, como Beatriz Tomás de Almeida.[37]

Foi criada como uma princesa, mas adapta-se rapidamente à nova condição da família. Estuda Direito, mas é a sua paixão pela fotografia que lhe ditará o futuro.  Apaixona-se por Zé Paulo desde o primeiro dia que se conhecem.
- Rita Lello, como Luísa.[38]

Teve o seu primeiro filho, Zé Paulo, aos dezasseis anos. Largou a escola e começou a trabalhar o que tem feito toda a vida. Irá voltar a estudar à noite e tentar acabar os estudos enquanto tenta educar os dois filhos. Mulher lutadora e obstinada.

### Recorrentes
A lista que se segue apresenta as principais personagens que realizaram participações recorrentes durante a série. Aqui estão incluídas as suas principais características e os respetivos atores que as interpretam:
- Dalila Carmo, como Ana.[39]

Bonita e sedutora, é colocada na rádio por Pedro, para controlar os passos de Xavier. Acaba por se envolver com ambos o que lhe dificulta a vida e a afasta do seu plano inicial.
- Maria Vieira, como Maria dos Prazeres.[40]

Mulher de José António e mãe de Garrafa, a quem dedicou toda a sua vida. Simples e simpática, nunca deixa nada por dizer.
- Luís Alberto, como Albano.[41]

Abriu a sua loja de discos nos anos 40 depois de abandonar uma carreira de pianista. Homem generoso, é uma enciclopédia viva. Nunca casou nem teve filhos, guarda uma história de amor por resolver há mais de trinta anos. Irá tratar Garrafa como o filho que nunca teve.
- Orlando Costa, como José António.[42]

É o pai de Garrafa. Um homem do campo íntegro e humilde. Uma pessoa de poucas, mas sábias palavras.

## Ficha técnica
()
| - Autoria: Pedro Varela - Argumento: Pedro Varela, Tiago Santos (10 episódios), João Tordo (5 episódios), Vicente Alves do Ó (4 episódios), Nuno Baltazar (1 episódio) e João Nunes (1 episódio) Produção - Produtor: Leonel Vieira e Nuno Noivo - Gestor de produção: António Gonçalo Cinematografia - Edição: José António Loureiro, João Braz, João Fanfas, Pedro Fernandes e Pedro Ribeiro - Direção de arte: João Rebelo - Maquilhagem: Teresa Campos e Rita de Castro - Cabelos: Mário Leal Realização - Realização: Pedro Varela - Assistentes de realização: Raul Correia, Nuno Noivo, Filipa Ruiz, Miguel Raposo, João Sales e Renata Sequeira Departamento artístico - Aderecista: Pedro Morgado e Moisés Telles - Designer gráfico: David Rafachinho - Direção de arte: Teresa Rodrigues - Designer de cenário: Pedro Soares Departamento de som - Edição de som: Ève Corrêa-Guedes e Ivan Neskov - Som: Marcos Cosmos - Gravação e mistura de som: Hugo Leitão e Branko Neskov | Efeitos visuais - Supervisor de efeitos visuais: Rodrigo Brasão Departamento elétrico e câmaras - Operador de câmera: Leandro Vaz da Silva - Fotografia: Mercês Tomaz Gomes - Assistente de câmera: Sílvia Diogo, Rogério Hortêncio, António Silva e David Valadão - Eletricista: Hugo Espírito Santo e David Silva - Gerador: Jorge Mergulhão - Assistente vídeo: Ana Vasa Guarda-roupa - Supervisor de guarda-roupa: Teresa Sousa - Guarda-roupa: Rui Pina - Costureiro: Piedade Antunes - Assistente de guarda-roupa: Lurdes Gonçalves e Inês Maximino Pós-produção - Assistente de pós-produção: João Rebelo - Colorista: Jennifer Mendes - Assistente de edição: Inês Garcia-Marques Departamento de música - Compositor: Pedro Vidal - Produtor musical: João Eleutério e Hugo Leitão - Baterista: Frederico Gracias |

## Banda sonora
Toda a Direção musical de Os Filhos do Rock é da responsabilidade de Marcos Cosmos. Pedro Vidal é o produtor musical dos cinco temas da banda Os Barões.
A banda Torpe nasceu durante Os Filhos do Rock para compor a Banda Sonora Original da série. Formados inicialmente por Hugo Leitão, João Eleutério e Frederico Gracias juntaram-se mais tarde Paulo Prazeres e Francisco Gracias. A banda sonora da série teve apenas uma distribuição online na SoundCloud. Segue-se a lista dos temas produzidos:
| N.º | Título                 | Duração |  |
| 1.  | "Garagem"              | 2:54    |  |
| 2.  | "Amanhã há mais"       | 2:07    |  |
| 3.  | "À procura"            | 3:56    |  |
| 4.  | "Lx céu"               | 4:08    |  |
| 5.  | "Miúda caril"          | 4:36    |  |
| 6.  | "Pouca luz"            | 3:19    |  |
| 7.  | "Passagem 1"           | 1:45    |  |
| 8.  | "Passagem 2"           | 1:35    |  |
| 9.  | "A cobra"              | 3:09    |  |
| 10. | "Pouca luz" (Acústico) | 1:53    |  |
| 11. | "Cassete"              | 4:12    |  |

## Lista de episódios
| Temporada | Temporada | Episódios | Lado      | Lado      | Episódios           | Transmissão Original  | Transmissão Original | Dia da semana                                    | Audiências (média dos episódios)                 |
| Temporada | Temporada | Episódios | Lado      | Lado      | Episódios           | Estreia               | Final                | Dia da semana                                    | Audiências (média dos episódios)                 |
| --------- | --------- | --------- | --------- | --------- | ------------------- | --------------------- | -------------------- | ------------------------------------------------ | ------------------------------------------------ |
|           | 1         | 26        |           | Lado A    | 13                  | 8 de dezembro de 2013 | 8 de março de 2014   | Domingo (episódios 01 e 02) e Sábado (restantes) | 2,2% (rating); 6,3% (share); 209 731 espetadores |
|           | 1         | 26        | Lado B    | 13        | 15 de março de 2014 | 7 de junho de 2014    | Sábado               | 1,6% (rating); 5,9% (share); 156 385 espetadores |                                                  |
|           | Backstage | Backstage | Backstage | Backstage | 2                   | 3 de junho de 2015    | 4 de junho de 2015   | Quarta-feira e Quinta feira                      | 0,7% (rating); 7,0% (share); 66 500 espetadores  |

### Lado A(2013-2014)
Abaixo, estão listados os episódios do Lado A de Os Filhos do Rock, exibidos entre 8 de dezembro de 2013 e 8 de março de 2014:
| Ep.# | Título                             | Argumento                    | Realização   | Transmissão Original    | Rating   |
| --- | ---------------------------------- | ---------------------------- | ------------ | ----------------------- | -------- |
| 01 | O Princípio do Fim                 | Pedro Varela                 | Pedro Varela | 8 de dezembro de 2013   | 3,8% (‡) |
| Estamos em 1981, três anos depois do início da história. Os Barões, a banda de João Pedro, Zé Paulo e Garrafa abrem o concerto de Rui Veloso no Rock Rendez-Vous e assinam finalmente o desejado contrato com a editora de Pedro Bettencourt. Xavier Bastos é passado para trás e uma vez mais adia o sonho de criar a sua própria editora. Simone, a mulher de Pedro, procura abrigo na casa de Xavier. Os Barões vão para estúdio gravar "Tudo Tem Um Fim" o primeiro single da banda que chega às rádios e televisão. Nasce mais uma das bandas do "boom do rock". |                                    |                              |              |                         |          |
| |                                    |                              |              |                         |          |
| 02 | Começar do Zero                    | Pedro Varela                 | Pedro Varela | 15 de dezembro de 2013  | 2,8%     |
| Voltamos atrás e começamos do zero. Estamos em Outubro de 1978. Após a morte do pai, João Pedro vê-se a braços com a irmã Beatriz e a governanta Eunice no palacete da família enquanto tenta formar uma banda, tarefa que parece impossível. Zé Paulo concilia o trabalho na Lisnave com os concertos da sua banda punk, "Os Aranhas". No Algarve, Garrafa, ajuda a família no campo enquanto alimenta o sonho de formar uma banda rock em Lisboa. O radialista Xavier Bastos chega a Lisboa. Pedro, na altura o director da rádio, é que não parece muito feliz com a sua própria contratação e pela química entre Simone e Xavier. João Pedro conhece Zé Paulo em Almada e desafia-o a formar uma banda. Garrafa despede-se da família no Algarve e viaja para Lisboa. Na mítica noite em que os Xutos e Pontapés se estreiam nos Alunos de Apolo em Janeiro de 1979 nascem também aqueles que serão conhecidos mais tarde como os Barões. |                                    |                              |              |                         |          |
| |                                    |                              |              |                         |          |
| 03 | FM Estéreo                         | Pedro Varela                 | Pedro Varela | 28 de dezembro de 2013  | 2,5%     |
| Xavier Bastos acompanha Jorge Palma, que grava o álbum em estúdio, na mesma altura em que estreia o programa "Dias de Rock". O programa rapidamente se transforma num enorme sucesso assim como cresce o ódio de Pedro pela relação de Xavier e Simone. Garrafa arranja emprego na loja de discos de Albano. Eunice é visitada por um homem que lhe entrega um dossier sobre o pai de João Pedro e a chantageia. Zé Paulo e Garrafa visitam João Pedro e fazem o primeiro ensaio da banda. A amizade entre eles cresce, assim como o interesse de Zé Paulo por Beatriz, a irmã de João Pedro. Pedro propõe a Xavier fazerem uma colectânea de rock dos anos 70 ao mesmo tempo que faz o possível e o impossível para acabar com a relação de Simone e Xavier. |                                    |                              |              |                         |          |
| |                                    |                              |              |                         |          |
| 04 | Amor e Nevoeiro                    | Pedro Varela                 | Pedro Varela | 4 de janeiro de 2014    | 2,2%     |
| Beatriz visita Zé Paulo na garagem onde a banda passou a ensaiar, ele aproveita e convida-a para sair. Eunice volta a receber a visita do ex-PIDE. Maria muda-se para o palacete. Xavier e Simone fazem as pazes. Zé Paulo, João Pedro e Garrafa baptizam a banda de Mercedes Benz e fazem um verão de concertos num bar de Almada. Xavier promove um concurso na rádio para novas bandas e surge aqui uma grande oportunidade para os Benz. Zé Paulo e Beatriz beijam-se pela primeira vez. |                                    |                              |              |                         |          |
| |                                    |                              |              |                         |          |
| 05 | Barões                             | Pedro Varela                 | Pedro Varela | 11 de janeiro de 2014   | 2,4%     |
| Os Mercedes Benz venceram o concurso da rádio e surgem convites para concertos. Maria torna-se a manager não oficial da banda e Xavier oferece-se para lhes tentar arranjar um contrato. Simone abandona a rádio e vai trabalhar para a RTP. Maria dos Prazeres pressiona o filho e pede-lhe que envie uma fotografia do quartel, Garrafa não sabe o que fazer e pede ajuda aos amigos. Estamos em Dezembro de 1980 e os ex-Mercedes Benz, agora Barões, organizam um concerto no palacete que Xavier e Simone nunca irão esquecer. Zé Paulo e Beatriz dormem pela primeira vez juntos. |                                    |                              |              |                         |          |
| |                                    |                              |              |                         |          |
| 06 | Punk Rock                          | Pedro Varela                 | Pedro Varela | 18 de janeiro de 2014   | 2,0%     |
| Os Barões andam pelo país à procura de concertos, é numa dessas noites que se cruzam com os UHF. Pedro aproveita-se da recente separação de Simone e volta a aproximar-se enquanto Xavier anda distraído com Ana, a nova produtora na rádio. Maria faz uma visita ao quarto de Eunice e tenta encontrar alguma coisa que a ajude a expulsar a governanta da casa. O senhor Albano leva Garrafa ao palacete para onde ele se muda de malas e bagagens. Zé Paulo apresenta Beatriz à família no aniversário da sua irmã Joana. Os Barões voltam a tocar com os UHF, mas a noite acaba mal para Garrafa. Pedro prepara-se para largar a rádio e convida Xavier para o seu lugar. É lançado o fenómeno "Chico Fininho" de Rui Veloso e Garrafa deixa Lisboa de volta para o Algarve. |                                    |                              |              |                         |          |
| |                                    |                              |              |                         |          |
| 07 | Na Estrada                         | Pedro Varela                 | Pedro Varela | 25 de janeiro de 2014   | 2,2%     |
| Os Barões procuram um novo baterista mas acabam por desistir e decidem ir buscar Garrafa ao Algarve. Zé Paulo despede-se da Lisnave e dos seus colegas de trabalho Joel e Nuno. A visita inesperada de Zé Paulo, Beatriz, Maria e João Pedro traz alguma confusão à casa de Maria dos Prazeres e José António. Pedro e Simone cada vez mais juntos e Xavier cada vez mais afundado no álcool até que abandona o programa na rádio. Joel aproxima-se cada vez mais de Luísa. Américo também a visita e acaba por contar-lhe que Zé Paulo se despediu da Lisnave. Pedro e Simone casam-se. Maria dos Prazeres e José António descobrem que o filho lhes mentiu, que nunca foi chamado para a tropa e que passou o ano em Lisboa com uma banda rock. |                                    |                              |              |                         |          |
| |                                    |                              |              |                         |          |
| 08 | Até Sempre                         | João Nunes                   | Pedro Varela | 1 de fevereiro de 2014  | 2,0%     |
| Os UHF lançam "Cavalos de Corrida" e incendeiam o país enquanto os Barões gravam a maquete em estúdio com Xavier. Zé Paulo descobre que Joel e Luísa se encontram. A segunda música dos Barões não funciona e Xavier descobre a letra de Jorge Palma. "Rua do Carmo" toca pela primeira vez na rádio. Mário consulta Xavier sobre a abertura de um espaço para música ao vivo em Lisboa. Meses depois inaugura-se o Rock Rendez-Vous com a actuação de Rui Veloso. |                                    |                              |              |                         |          |
| |                                    |                              |              |                         |          |
| 09 | A Catedral                         | João Tordo e Pedro Varela    | Pedro Varela | 8 de fevereiro de 2014  | 1,6%     |
| O Rock Rendez-Vous transforma-se na catedral do Rock e atrai as mais importantes bandas nacionais. Xavier não consegue arranjar contrato para o álbum dos Barões e Maria procura Pedro e propõe-lhe um negócio. Os GNR lançam "Portugal na CEE" e são entrevistados no Dias de Rock. Maria dos Prazeres vê-se com o marido desmaiado nos braços. No palacete Maria confronta Eunice com a descoberta do dossier e ameaça-a. Mário convida os Barões para abrir o concerto de Rui Veloso enquanto Maria fecha o negócio com Pedro num quarto de Hotel. A noite é de glória para os Barões que finalmente têm editora. |                                    |                              |              |                         |          |
| |                                    |                              |              |                         |          |
| 10 | Vinyl                              | Pedro Varela                 | Pedro Varela | 15 de fevereiro de 2014 | 1,9%     |
| Joana adoece e Luísa desespera com a ausência de Zé Paulo. As comemorações continuam no palacete nos dias que antecedem a gravação em estúdio. Pedro começa a pressionar Simone para largar o emprego na RTP enquanto Ana e Xavier estão cada vez mais próximos. Eunice prepara a sua saída do palacete e procura um quarto numa pensão. Pedro leva um guitarrista para gravar contra a vontade dos Barões. Luísa desentende-se com Zé Paulo e acusa-o das suas ausências. |                                    |                              |              |                         |          |
| |                                    |                              |              |                         |          |
| 11 | Sangue Frio, Sangue Quente         | Nuno Baltazar e Pedro Varela | Pedro Varela | 22 de fevereiro de 2014 | 2,0%     |
| A tensão entre Pedro e Simone chega ao seu limite. O rock português vende-se cada vez melhor na loja de discos de Albano. Jaime desiste do cargo de director da rádio e Ana posiciona-se para ocupar o seu lugar. Zé Paulo acompanha a irmã ao médico enquanto Joel está cada vez mais próximo de Luísa. Simone desesperada procura a ajuda de Xavier. Eunice prepara-se para finalmente abandonar o palacete depois das pressões de Maria quando Zé Paulo confronta João Pedro. Pedro anda desesperado há procura de Simone e visita Xavier. Zé Paulo descobre a fotografia que será a capa do single dos Barões. |                                    |                              |              |                         |          |
| |                                    |                              |              |                         |          |
| 12 | Nos Bastidores das Pessoas Felizes | Tiago Santos e Pedro Varela  | Pedro Varela | 1 de março de 2014      | 1,4% (†) |
| Estreia na rádio a "Brava Dança dos Heróis" dos Heróis do Mar. Os Barões preparam-se para serem entrevistados no Dias de Rock e no Passeio dos Alegres. Garrafa anda preocupado com o resultado dos exames de José António, o seu pai. Ana e Pedro encontram-se para falar sobre a rádio. Eunice prepara o jantar de comemoração do lançamento do single, uma reunião da banda e das pessoas mais chegadas. Garrafa convida Albano e Zé Paulo a mãe, mas a noite não acaba da forma esperada para nenhum deles. |                                    |                              |              |                         |          |
| |                                    |                              |              |                         |          |
| 13 | Tudo tem um fim                    | Tiago Santos                 | Pedro Varela | 8 de março de 2014      | 1,9%     |
| Os Barões filmam o teledisco no palacete na presença de Pedro e Maria e num ambiente de alguma tensão. Xavier entrevista os Xutos e Pontapés para o Dias de Rock. Simone é levada para o hospital por Xavier. Maria desespera com Eunice que acaba por abandonar o Palacete. Garrafa recebe notícias do Algarve e viaja de urgência. Lena, a jornalista do Sete procura Beatriz com uma proposta de trabalho. O EP dos Barões vende milhares de exemplares e o teledisco estreia na televisão no programa Vivamúsica. |                                    |                              |              |                         |          |
| |                                    |                              |              |                         |          |

### Lado B(2014)
Abaixo, estão listados os episódios do Lado B de Os Filhos do Rock, exibidos entre 15 de março e 7 de junho de 2014:
| Ep.# | Título                             | Argumento                         | Realização   | Transmissão Original | Rating   |
| --- | ---------------------------------- | --------------------------------- | ------------ | -------------------- | -------- |
| 14 | O Princípio do Fim II              | Tiago Santos e João Tordo         | Pedro Varela | 15 de março de 2014  | 1,7% (‡) |
| Neste primeiro episódio do LADO B, viajamos até 1984. Os Barões lançam o segundo álbum, "Zero". A reacção do público e da crítica não é a esperada. Maria pressiona Xavier, o produtor deste segundo álbum da banda, e que agora se dedica a uma rádio pirata em paralelo com a sua editora. O festival rock de Almada reúne muitas das bandas do momento, incluindo os Barões, mas as coisas não correm como esperado. Voltamos atrás ao ano de 82.                          |                                    |                                   |              |                      |          |
| |                                    |                                   |              |                      |          |
| 15 | Terapia de Choque                  | Tiago Santos e João Tordo         | Pedro Varela | 22 de março de 2014  | 1,5%     |
| Os Barões gravam finalmente o álbum no estúdio. Pedro propõe uma cantora para fazer os coros e compra uma guerra com a banda. Maria dos Prazeres mudou-se para a Trafaria para a casa de Luísa enquanto Zé Paulo e Garrafa recorrem a Xavier para salvar o disco e levar JP para estúdio. |                                    |                                   |              |                      |          |
| |                                    |                                   |              |                      |          |
| 16 | Onde Eu Não Estou                  | Tiago Santos e Pedro Varela       | Pedro Varela | 29 de março de 2014  | 1,5%     |
| O álbum dos Barões vende-se bem e chegou o dia de receber e comemorar, mas a banda só pensa no Festival de Vilar de Mouros. Xavier e Simone preparam a nova editora e recebem a visita de Vítor Rua dos GNR. Simone e Xavier cada vez mais próximos, Zé Paulo e Beatriz nem por isso. Pedro recebe uma visita algo inesperada. |                                    |                                   |              |                      |          |
| |                                    |                                   |              |                      |          |
| 17 | Enquanto Houver Estrada Para Andar | João Tordo e Pedro Varela         | Pedro Varela | 5 de abril de 2014   | 1,7%     |
| Os Barões preparam-se para sair em digressão, a primeira paragem é Almada. Ana desespera em arranjar convidados para o Dias de Rock depois da saída de Xavier. Acaba por procurá-lo e propõe-lhe uma parceria. Maria encontra Manuel num dos concertos da banda, um homem que parece conhecê-la bem demais. |                                    |                                   |              |                      |          |
| |                                    |                                   |              |                      |          |
| 18 | Olá e Adeus                        | Tiago Santos e Pedro Varela       | Pedro Varela | 12 de abril de 2014  | 1,6%     |
| Os Barões estão decididos a largar Pedro. Simone reencontra Isabel, uma velha amiga. Xavier tenta convencer Rui Reininho a assinar pela sua editora, enquanto Pedro é pressionado na editora a não perder os Barões. Eunice visita o palacete e traz grandes novidades. Luísa e Maria dos Prazeres visitam Zé Paulo na sua casa nova em Lisboa. |                                    |                                   |              |                      |          |
| |                                    |                                   |              |                      |          |
| 19 | Físico-química                     | Tiago Santos e Pedro Varela       | Pedro Varela | 19 de abril de 2014  | 1,8%     |
| Zé Paulo muda-se para a casa nova mas as coisas não correm como esperado. Os Barões e Xavier começam a planear o novo disco. Maria encontra-se com Manuel, mas não lhe leva grandes notícias. Zé Paulo encontra Américo na casa da mãe e recebe notícias do seu pai. Garrafa tem uma ideia para promover as fracas vendas do disco e Pedro procura Xavier com uma proposta irrecusável.                                                                                       |                                    |                                   |              |                      |          |
| |                                    |                                   |              |                      |          |
| 20 | O Corpo é Que Sofre                | Pedro Varela e Vicente Alves do Ó | Pedro Varela | 26 de abril de 2014  | 1,8%     |
| João Pedro cada vez mais sem rumo assim como o novo disco dos Barões que ainda nem músicas tem. Pedro procura Ana desesperado. Zé Paulo e Beatriz cada vez mais afastados. Xavier encontra Garrafa, Beatriz e Lena na sala de espera do Hospital. |                                    |                                   |              |                      |          |
| |                                    |                                   |              |                      |          |
| 21 | Ano Novo - Disco Novo              | Pedro Varela e Vicente Alves do Ó | Pedro Varela | 3 de maio de 2014    | 1,6%     |
| 31 de Dezembro de 1983. Xavier e os Barões parecem ter encontrado um caminho para o disco e trabalham nas novas músicas. Maria e Beatriz querem internar JP e tentam convencer Eunice. A noite de fim de ano é comemorada no Palacete e dá-se o inevitável encontro de Zé Paulo e Beatriz. Xavier também aparece com uma surpresa que não será a única da noite. |                                    |                                   |              |                      |          |
| |                                    |                                   |              |                      |          |
| 22 | Variações Musicais                 | Pedro Varela e Vicente Alves do Ó | Pedro Varela | 10 de maio de 2014   | 1,8%     |
| Janeiro de 1984, António Variações toca no Rock Rendez-Vous. 5 meses depois, surgem as primeiras críticas ao novo álbum dos Barões e o novo teledisco estreia-se no Vivamúsica. Maria pressiona Xavier e Simone sobre os resultados do novo álbum. Pedro não desiste e tenta convencer Maria a juntar-se a ele na produção de um festival de rock. O novo programa de Xavier estreia na rádio pirata ao mesmo tempo que o país recebe a triste notícia da morte de Variações. |                                    |                                   |              |                      |          |
| |                                    |                                   |              |                      |          |
| 23 | A Vida Num Só Dia                  | João Tordo e Pedro Varela         | Pedro Varela | 17 de maio de 2014   | 1,9% (‡) |
| Outubro de 1984. Beatriz segue com a sua vida enquanto Zé Paulo continua a lidar com as dificuldades da banda que está sem rumo. Garrafa vai finalmente ao médico ver o que se passa com a sua mão. Pedro e Maria conseguiram convencer Xavier e avançam com o Festival de Rock em Almada. |                                    |                                   |              |                      |          |
| |                                    |                                   |              |                      |          |
| 24 | A Queda                            | Tiago Santos e Pedro Varela       | Pedro Varela | 24 de maio de 2014   | 1,3% (†) |
| Os Barões juntam-se com vontade de começar tudo de novo, de encontrar a energia da banda e voltarem a ser os Barões. Garrafa não sabe como dar a notícia aos Barões sobre o estado da sua mão. Maria e Xavier não se entendem sobre o rumo da banda. Isabel desiste de Simone que está cada vez pior. Xavier passa cada vez mais tempo na máquina de escrever. |                                    |                                   |              |                      |          |
| |                                    |                                   |              |                      |          |
| 25 | O Fim - Parte I                    | Tiago Santos e Pedro Varela       | Pedro Varela | 31 de maio de 2014   | 1,5%     |
| Janeiro de 1986. Xavier tenta finalizar um projeto de vários anos e encontra-se com alguns dos músicos seus amigos. João Pedro volta a compor, parece inspirado. Simone procura ajuda. João Pedro encontra Pedro que entretanto se dedicou a outros negócios. Lena tenta convencer Beatriz a abandonar o país. |                                    |                                   |              |                      |          |
| |                                    |                                   |              |                      |          |
| 25 | O Fim - Parte II                   | Tiago Santos e Pedro Varela       | Pedro Varela | 7 de junho de 2014   | 1,7%     |
| Outubro de 1986. Os Filhos do Rock chegam ao fim e Xavier prepara-se para apresentar o projecto que preparou nos últimos anos. João Pedro mostra a Beatriz as novas músicas. Pedro prepara-se para mudar finalmente de vida, aliás todos parecem ter mudado de alguma forma, ou não! Será este mais um princípio do fim? |                                    |                                   |              |                      |          |
| |                                    |                                   |              |                      |          |

### Os Filhos do Rock:Backstage(2015)
Abaixo, estão listados os episódios documentais Os Filhos do Rock: Backstage, acerca do processo de making-of de Os Filhos do Rock, exibidos a 3 e 4 de junho de 2015:
| Ep.# | Título | Realização         | Transmissão Original | Rating |
| --- | ------ | ------------------ | -------------------- | ------ |
| 01 | Lado A | Mercês Tomaz Gomes | 3 de junho de 2015   | 0,7%   |
| Lado A: "Os Filhos do Rock" conta a história da geração que atravessou a década de 80, e criou a raiz criativa do que viria a ser o "boom" do rock português. |        |                    |                      |        |
| |        |                    |                      |        |
| 02 | Lado B | Mercês Tomaz Gomes | 4 de junho de 2015   | 0,7%   |
| Lado B: Venha conhecer por dentro a série recentemente premiada como "Melhor programa de ficção" pela Sociedade Portuguesa de Autores.                        |        |                    |                      |        |
| |        |                    |                      |        |

Legenda:
- (‡) Episódio Mais Visto
- (†) Episódio Menos Visto

## Receção

### Audiências
Com uma estreia modesta, o primeiro episódio de Os Filhos do Rock foi o 17º mais visto do dia, com 3,8% de rating e 7,4% share.
A mudança do dia de emissão para o sábado, trouxe à série uma grande descida nos valores de audiência na emissão do seu terceiro episódio (onde atingiu 2,5% de quota de mercado). As percentagens de rating baixas foram estabilizando ao longo da série, à medida que era programada para um horário mais tardio. Os valores das audiências nunca haveriam de demonstrar uma grande evolução. No seu último capítulo transmitido às 00h00m, a série alcança a trigésima sexta posição da tabela geral com 1,7% de rating e 6,4% de share, o que equivale em média a 161,5 mil telespetadores.
Em média, os 26 episódios da série registaram 1,9% de rating e 6,1% de share, o equivalente a 183 057 espetadores por episódio.

### Crítica
| Críticas profissionais | Críticas profissionais |
| Avaliações da crítica  | Avaliações da crítica  |
| Fonte                  | Avaliação              |
| ---------------------- | ---------------------- |
| Diário de Notícias     | (favorável)            |
| CineSpoon              | (mediana)              |
| Rua de Baixo           | (mediana)              |
| TvDependente           | 7 de 10 estrelas.      |
| IMDb                   | 8.3/10                 |

Na crítica portuguesa, as opiniões relativamente à série foram relativamente mornas. Joel Neto (Diário de Notícias) afirma que «Não sendo o West Side Story da TV portuguesa, é uma interessante série de televisão, desde logo porque se esforça por versar aquilo que efetivamente foram os anos 1980, em vez daquilo que os humoristas convenceram o País do que os anos 1980 foram. Os Filhos do Rock é uma série formadora, com valor histórico».
Também elogiando a série, bloggers como Manuel Reis do TvDependente consideram que Os Filhos do Rock valorizaram «a ficção portuguesa ao longo destes últimos seis meses», enquanto foi transmitida.
Hugo Filipe Lopes (Rua de Baixo) defende uma perspetiva mais negativa. Exemplificando com os personagens João Pedro, Xavier e Pedro, caracteriza-os como «algo “over the top”» e caricaturas exageradas. Quanto à trama, considera «os enredos telenoveleiros». No entanto, destaca como pontos positivos o potencial da série, a «excelente música e cameos de famosos como Jorge Palma» e a própria qualidade da banda Os Barões.
Finalmente, Nuno Pereira (CineSpoon) também considera a série mediana. O principal aspeto positivo está no «grande elenco, com Isabel Abreu, Anabela Moreira e Ivo Canelas a destacarem-se, tornando-se muito mais do que personagens secundários. Aliás, este trio e Albano Jerónimo (que interpreta uma espécie de vilão) conseguem ser mais interessantes que o trio de protagonistas (os membros da banda), Cristovão Campos, Eduardo Frazão e João Tempera.» o crítico conclui que «à medida que ia avançando, a série foi se tornando profundamente preguiçosa e pouco desafiante. Pior, os planos ”telenovelescos” da série, foram retirando brilho a uma narrativa que se desejaria que fosse quase como um filme, contado em pequenas doses. Os Filhos do Rock podia ter sido uma grande série, mas ficou-se pela superfície, oferecendo momentos de entretenimento, com algumas referências históricas “pastilha elástica”».

### Prémios e Nomeações
| Ano  | Prémio/Premiação                                                       | Categoria                 | Indicado(s)                    | Resultado |
| ---- | ---------------------------------------------------------------------- | ------------------------- | ------------------------------ | --------- |
| 2014 | Prémio Lumen Gala RTP 57 Anos                                          | Prémio Revelação          | Filipa Areosa e Eduardo Frazão | Vencedor  |
| 2014 | Prémios Áquila Cerimónia Anual da Televisão e do Cinema Português 2014 |                           |                                |           |
| 2014 | Melhor Série, Minissérie ou Telefilme                                  | Os Filhos do Rock         | Nomeação                       |           |
| 2014 | Melhor Ator Principal                                                  | Eduardo Frazão            | Nomeação                       |           |
| 2014 | Melhor Ator Principal                                                  | Ivo Canelas               | Nomeação                       |           |
| 2014 | Melhor Ator Secundário                                                 | Albano Jerónimo           | Nomeação                       |           |
| 2014 | Melhor Atriz Principal                                                 | Anabela Moreira           | Nomeação                       |           |
| 2014 | Melhor Atriz Secundária                                                | Dalila Carmo              | Vencedor                       |           |
| 2015 | Troféu TV7Dias VI Troféus de Televisão 2014                            |                           |                                |           |
| 2015 | Troféu TV7Dias VI Troféus de Televisão 2014                            | Melhor Série              | Os Filhos do Rock              | Nomeação  |
| 2015 | Troféu TV7Dias VI Troféus de Televisão 2014                            | Melhor Ator               | Ivo Canelas                    | Nomeação  |
| 2015 | Troféu TV7Dias VI Troféus de Televisão 2014                            | Melhor Ator               | Albano Jerónimo                | Nomeação  |
| 2015 | Troféu TV7Dias VI Troféus de Televisão 2014                            | Melhor Ator               | João Tempera                   | Vencedor  |
| 2015 | Troféu TV7Dias VI Troféus de Televisão 2014                            | Melhor Atriz              | Isabel Abreu                   | Nomeação  |
| 2015 | Prémio Autores Gala da Sociedade Portuguesa de Autores 2015            | Melhor Programa de Ficção | Os Filhos do Rock              | Vencedor  |

## Outrosmedia

### RádioOnline
Com a exibição da série na RTP1, a Rádio Pública lançou online, 24 horas por dia, uma rádio com a música que marcava a rádio no início da década de 80, nas vertentes rock e pop que estimularam a vaga do rock nacional. O registo temporal concentrado entre 1978 e 1982/1983 cruzou quase 200 canções diferentes de artistas internacionais (como AC DC, David Bowie, Fischer Z, Genesis, Foreigner, Queen, Ramones, Rolling Stones, The Clash, The Pretenders e Cheap Trick) e artista nacionais (como António Variações, CTT, Frodo, GNR, Go Graal Blues Band, Grupo de Baile, Heróis do Mar, Iodo, Jáfumega, Lena D’Água e Salada de Frutas, NZZN, Roquivários, Roxigénio, Rui Veloso, Tantra, Táxi, Sétima Legião, Trabalhadores do Comércio, Trovante, UHF e Xutos e Pontapés).

### Dias de Rock
Após a primeira semana de estreia, a 13 de dezembro de 2013, e ao longo das 25 semanas seguintes, acompanhando os 25 episódios restantes da série na RTP, a Antena 1 (às 16h50m) e Antena 3 (às 14h20m) estabeleceram à sexta-feira, uma emissão simultânea com a Rádio Nacional, intitulada Dias de Rock. Nesta, Ivo Canelas, assumindo a sua personagem do radialista Xavier Bastos, tomaria conta de uma parte da emissão, com o programa de rádio que conduzia na ficção. Deste modo, fazia-se a transição da música d’Os Barões (ficção) para a de outro artista individual/banda (real) da época, entre os finais dos anos 70 e início dos 80. Nas emissões de Dias de Rock, com a duração aproximada de 5 minutos, passaram temas de Rui Veloso, C.T.T., U.H.F. ou Adelaide Ferreira, entre outros. No fim, era promovido o episódio seguinte d’Os Filhos do Rock.
Para além das 25 emissões, um 26º episódio extra intitulado "O 'Dias de Rock' despede-se", marcaria o fim do programa a 6 de junho de 2014.
Créditos:
- Ator: Ivo Canelas;
- Conceção, textos e produção: Rui Santos;
- Pós-produção áudio: Tomás Anahory.

## Os Barões
Para além da série, sempre que estavam de folga, João Tempera (JP), Cristóvão Campos (Zé Paulo) e Eduardo Frazão (Garrafa) deslocavam-se para os Estúdios Vale de Lobos para ensaiar.

### Vinyl
Tudo Tem Um Fim é o álbum lançado pela banda portuguesa, Barões. Teve uma edição limitada exclusivamente em Vinyl (7, 45 rotações por minuto), aquando o seu lançamento a 1 de maio de 2015. O mesmo foi distribuído em pequenas lojas da especialidade, como o negócio local lisboeta Glam-O-Rama Rock Shop.
Todas as músicas que os Barões tocam na série e que estão incluídas no vinyl, excepto a de Jorge Palma, foram escritas, produzidas e orquestradas  de propósito para estas personagens por Pedro Vidal (guitarrista dos Wraygunn), o director musical recomendado por Rui Veloso.
O primeiro single, a faixa-título do disco, foi lançado no canal Youtube da RTP a 25 de novembro de 2013, antes da estreia da série Os Filhos do Rock, como promoção da mesma.

#### Faixas
Lado A
| N.º | Título                              | Duração |  |
| 1.  | "Tudo Tem Um Fim"                   | 2:43    |  |
| 2.  | "Até Sempre" (Letra de Jorge Palma) | 3:20    |  |

Lado B
| N.º | Título                       | Duração |  |
| 1.  | "E Depois"                   | 2:27    |  |
| 2.  | "Tombo"                      | 2:16    |  |
| 3.  | "Chamem a Polícia de Choque" | 2:30    |  |

### Atuações ao vivo
A apresentação de imprensa da série, em outubro de 2013 no Lx Funky, marcou a primeira atuação ao vivo de Os Barões. Os atores, Cristovão Campos, Eduardo Frazão e João Tempera, não saíram de personagem e tocaram alguns dos seus temas.
A 7 de dezembro de 2013, no programa de rádio Fila 3, emitido das 11h às 13h de sábado, na Antena 3, a banda d’Os Filhos do Rock atuou novamente ao vivo. Pedro Vidal, o diretor musical, foi também convidado.
O principal concerto da banda ao vivo decorreu no Santiago Alquimista, em Lisboa, na sexta-feira, 14 de março de 2014. O espetáculo começou com o concerto de Torpe, que assinam a banda sonora original da série. Hugo Leitão, João Eleutério, Frederico Gracias, Paulo Prazeres e Francisco Gracias tocaram temas instrumentais como Miúda Caril, Pouca Luz, Lx Céu ou Amanhã Há Mais. De seguida, Pedro Vidal, produtor musical d’Os Barões juntou-se a Alexandre Frazão e Miguel Barros para o concerto de Vidal and the Roadrunners. Finalmente, no concerto de Os Barões, para além dos temas da banda, foram tocados Misirlou de Dick Dale (o tema-chave de Pulp Fiction), Sheena is a Punk Rocker de Ramones e Don’t Let Me Down, de The Beatles.